# Sabereke
Sabereke ist ein osttimoresischer Ort im Suco Fatisi (Verwaltungsamt Laulara, Gemeinde Aileu).

## Geographie
Die Einzelsiedlung Sabereke liegt im Südwesten der Aldeia Umanlau, in einer Meereshöhe von 565 m. An Sabereke führt die Überlandstraße von der Landeshauptstadt Dili im Norden in die Gemeindehauptstadt Aileu im Süden vorbei. Östlich befindet sich die Einzelsiedlung Lebihin, nördlich der Weiler Umanbui und südlich weitere Weiler in der Aldeia Maubouc.
Etwa 150 Meter nordwestlich von Sabereke fällt ein Nebenfluss des Rio Comoro als Wasserfall von Berloi über mehrere Meter über Felsen herab.